# José María Calvo
José María Calvo (Buenos Aires, 15 luglio 1981) è un ex calciatore argentino di ruolo difensore.

## Carriera
Si è ritirato nel 2011.